# Sagar
Sagar é uma cidade e uma corporação municipal no distrito de Sagar, no estado indiano de Madhya Pradesh.

## Geografia
Sagar está localizada a 22° 16′ N, 79° 26′ L. Tem uma altitude média de 594 metros (1 948 pés).

## Demografia
Segundo o censo de 2001, Sagar tinha uma população de 232 321 habitantes. Os indivíduos do sexo masculino constituem 53% da população e os do sexo feminino 47%. Sagar tem uma taxa de literacia de 74%, superior à média nacional de 59,5%: a literacia no sexo masculino é de 80% e no sexo feminino é de 68%. Em Sagar, 14% da população está abaixo dos 6 anos de idade.